# Jaka Bijol
Jaka Bijol (Vuzenica, 5 februari 1999) is een Sloveens voetballer die doorgaans speelt als middenvelder. In juni 2025 verruilde hij Udinese voor Leeds United. Bijol debuteerde in 2018 in het Sloveens voetbalelftal.

## Clubcarrière
Bijol speelde in de jeugd van Dravograd en Bravo en in 2017 kwam hij bij Rudar Velenje terecht. Hier maakte hij zijn debuut in de nationale competitie. In één seizoen kwam hij tot dertig competitieduels en daarin scoorde hij driemaal. De middenvelder maakte in de zomer van 2018 voor circa vierhonderdduizend euro de overstap naar CSKA Moskou, waar hij zijn handtekening zette onder een verbintenis voor de duur van vijf seizoenen. Zijn eerste wedstrijd voor CSKA was de supercup tegen Lokomotiv Moskou. Van coach Viktor Goncharenko mocht Bijol in de eenentachtigste minuut invallen voor Dmitri Jefremov. Door een doelpunt van Khetag Khosonov won CSKA met 0–1. In september 2020 werd de Sloveen voor een seizoen verhuurd aan Hannover 96.
Bijol maakte in de zomer van 2022 voor een bedrag van vier miljoen euro de overstap naar Udinese, waar hij tekende voor vijf jaar. Na drie seizoenen hiervan, met daarin vijfennegentig officiële wedstrijden voor Udinese, werd Bijol voor circa achttien miljoen euro aangetrokken door Leeds United. Bij de Engelse club tekende hij een contract tot medio 2030. Met zijn overgang werd hij na Benjamin Šeško de duurste Sloveense voetballer ooit.

## Clubstatistieken
| Seizoen | Club          | Competitie     | Competitie | Competitie | Beker | Beker | Internationaal | Internationaal | Totaal | Totaal |
| Seizoen | Club          | Competitie     | Wed.       | Dlp.       | Wed.  | Dlp.  | Wed.           | Dlp.           | Wed.   | Dlp.   |
| ------- | ------------- | -------------- | ---------- | ---------- | ----- | ----- | -------------- | -------------- | ------ | ------ |
| 2017/18 | Rudar Velenje | 1. SNL         | 30         | 3          | 0     | 0     | —              | —              | 30     | 3      |
| 2018/19 | CSKA Moskou   | Premjer-Liga   | 23         | 4          | 1     | 0     | 3              | 0              | 27     | 4      |
| 2019/20 | CSKA Moskou   | Premjer-Liga   | 25         | 1          | 3     | 1     | 6              | 0              | 34     | 2      |
| 2020/21 | CSKA Moskou   | Premjer-Liga   | 5          | 0          | 0     | 0     | 0              | 0              | 5      | 0      |
| 2020/21 | → Hannover 96 | 2. Bundesliga  | 30         | 0          | 1     | 0     | —              | —              | 31     | 0      |
| 2021/22 | CSKA Moskou   | Premjer-Liga   | 28         | 1          | 2     | 0     | 0              | 0              | 30     | 1      |
| 2022/23 | Udinese       | Serie A        | 32         | 3          | 1     | 0     | —              | —              | 33     | 3      |
| 2023/24 | Udinese       | Serie A        | 24         | 0          | 1     | 0     | —              | —              | 25     | 0      |
| 2024/25 | Udinese       | Serie A        | 34         | 1          | 3     | 1     | —              | —              | 37     | 2      |
| 2025/26 | Leeds United  | Premier League | 0          | 0          | 0     | 0     | —              | —              | 0      | 0      |
| Totaal  | Totaal        | Totaal         | 231        | 13         | 12    | 2     | 9              | 0              | 252    | 15     |

Bijgewerkt op 24 juni 2025.

## Interlandcarrière
Bijol maakte zijn debuut in het Sloveens voetbalelftal op 13 oktober 2018, toen met 1–0 verloren werd van Noorwegen door een doelpunt van Ole Kristian Selnæs. Bijol moest van bondscoach Tomaž Kavčič op de reservebank beginnen en hij mocht in de rust invallen voor Leo Štulac. Zijn eerste doelpunt maakte hij op 26 maart 2022, tijdens zijn zesentwintigste interlandoptreden, in een vriendschappelijke wedstrijd tegen Kroatië. Na de openingstreffer van Andrej Kramarić zorgde Bijol in de blessuretijd van de tweede helft voor de eindstand: 1–1.
In mei 2024 werd Zajc door bondscoach Matjaž Kek opgenomen in de voorselectie voor het EK 2024 in Duitsland. Vervolgens werd hij op 7 juni 2024 ook opgenomen in de definitieve selectie. Slovenië overleefde de groepsfase na gelijke spelen tegen Denemarken (1–1), Servië (1–1) en Engeland (0–0), waarna het in de achtste finales na strafschoppen werd uitgeschakeld door Portugal (0–0, 3–0). Bijol miste geen minuut aan speeltijd. Zijn toenmalige clubgenoten Sandi Lovrić (eveneens Slovenië) en Lazar Samardžić (Servië) waren ook actief op het EK.
| Interlands van Jaka Bijol voor Slovenië | Interlands van Jaka Bijol voor Slovenië | Interlands van Jaka Bijol voor Slovenië | Interlands van Jaka Bijol voor Slovenië | Interlands van Jaka Bijol voor Slovenië | Interlands van Jaka Bijol voor Slovenië | Interlands van Jaka Bijol voor Slovenië |
| №                                       | Datum                                   | Wedstrijd                               | Uitslag                                 | Competitie                              | Goals                                   |                                         |
| Als speler bij CSKA Moskou              | Als speler bij CSKA Moskou              | Als speler bij CSKA Moskou              | Als speler bij CSKA Moskou              | Als speler bij CSKA Moskou              | Als speler bij CSKA Moskou              | Als speler bij CSKA Moskou              |
| --------------------------------------- | --------------------------------------- | --------------------------------------- | --------------------------------------- | --------------------------------------- | --------------------------------------- | --------------------------------------- |
| 1                                       | 13 oktober 2018                         | Noorwegen – Slovenië                    | 1 – 0                                   | Nations League 2018/19                  |                                         |                                         |
| 2                                       | 16 november 2018                        | Slovenië – Noorwegen                    | 1 – 1                                   | Nations League 2018/19                  |                                         |                                         |
| 3                                       | 19 november 2018                        | Bulgarije – Slovenië                    | 1 – 1                                   | Nations League 2018/19                  |                                         |                                         |
| 4                                       | 21 maart 2019                           | Israël – Slovenië                       | 1 – 1                                   | EK 2020 kwalificatie                    |                                         |                                         |
| 5                                       | 7 juni 2019                             | Oostenrijk – Slovenië                   | 1 – 0                                   | EK 2020 kwalificatie                    |                                         |                                         |
| 6                                       | 10 juni 2019                            | Letland – Slovenië                      | 0 – 5                                   | EK 2020 kwalificatie                    |                                         |                                         |
| 7                                       | 16 november 2019                        | Slovenië – Letland                      | 1 – 0                                   | EK 2020 kwalificatie                    |                                         |                                         |
| 8                                       | 19 november 2019                        | Polen – Slovenië                        | 3 – 2                                   | EK 2020 kwalificatie                    |                                         |                                         |
| 9                                       | 3 september 2020                        | Slovenië – Griekenland                  | 0 – 0                                   | Nations League 2020/21                  |                                         |                                         |
| Als speler bij Hannover 96              |                                         |                                         |                                         |                                         |                                         |                                         |
| 10                                      | 7 oktober 2020                          | Slovenië – San Marino                   | 4 – 0                                   | Vriendschappelijk                       |                                         |                                         |
| 11                                      | 11 oktober 2020                         | Kosovo – Slovenië                       | 0 – 1                                   | Nations League 2020/21                  |                                         |                                         |
| 12                                      | 14 oktober 2020                         | Moldavië – Slovenië                     | 0 – 4                                   | Nations League 2020/21                  |                                         |                                         |
| 13                                      | 11 november 2020                        | Slovenië – Azerbeidzjan                 | 0 – 0                                   | Vriendschappelijk                       |                                         |                                         |
| 14                                      | 18 november 2020                        | Griekenland – Slovenië                  | 0 – 0                                   | Nations League 2020/21                  |                                         |                                         |
| 15                                      | 24 maart 2021                           | Slovenië – Kroatië                      | 1 – 0                                   | WK 2022 kwalificatie                    |                                         |                                         |
| 16                                      | 27 maart 2021                           | Rusland – Slovenië                      | 2 – 1                                   | WK 2022 kwalificatie                    |                                         |                                         |
| 17                                      | 30 maart 2021                           | Cyprus – Slovenië                       | 1 – 0                                   | WK 2022 kwalificatie                    |                                         |                                         |
| 18                                      | 1 juni 2021                             | Noord-Macedonië – Slovenië              | 1 – 1                                   | Vriendschappelijk                       |                                         |                                         |
| 19                                      | 4 juni 2021                             | Slovenië – Gibraltar                    | 6 – 0                                   | Vriendschappelijk                       |                                         |                                         |
| Als speler bij CSKA Moskou              |                                         |                                         |                                         |                                         |                                         |                                         |
| 20                                      | 1 september 2021                        | Slovenië – Slowakije                    | 1 – 1                                   | WK 2022 kwalificatie                    |                                         |                                         |
| 21                                      | 4 september 2021                        | Slovenië – Malta                        | 1 – 0                                   | WK 2022 kwalificatie                    |                                         |                                         |
| 22                                      | 7 september 2021                        | Kroatië – Slovenië                      | 3 – 0                                   | WK 2022 kwalificatie                    |                                         |                                         |
| 23                                      | 8 oktober 2021                          | Malta – Slovenië                        | 0 – 4                                   | WK 2022 kwalificatie                    |                                         |                                         |
| 24                                      | 11 oktober 2021                         | Slovenië – Rusland                      | 1 – 2                                   | WK 2022 kwalificatie                    |                                         |                                         |
| 25                                      | 14 november 2021                        | Slovenië – Cyprus                       | 2 – 1                                   | WK 2022 kwalificatie                    |                                         |                                         |
| 26                                      | 26 maart 2022                           | Kroatië – Slovenië                      | 1 – 1                                   | Vriendschappelijk                       |                                         |                                         |
| 27                                      | 29 maart 2022                           | Qatar – Slovenië                        | 0 – 0                                   | Vriendschappelijk                       |                                         |                                         |
| 28                                      | 2 juni 2022                             | Slovenië – Zweden                       | 0 – 2                                   | Nations League 2022/23                  |                                         |                                         |
| 29                                      | 5 juni 2022                             | Servië – Slovenië                       | 4 – 1                                   | Nations League 2022/23                  |                                         |                                         |
| 30                                      | 9 juni 2022                             | Noorwegen – Slovenië                    | 0 – 0                                   | Nations League 2022/23                  |                                         |                                         |
| 31                                      | 12 juni 2022                            | Slovenië – Servië                       | 2 – 2                                   | Nations League 2022/23                  |                                         |                                         |
| Als speler bij Udinese                  |                                         |                                         |                                         |                                         |                                         |                                         |
| 32                                      | 24 september 2022                       | Slovenië – Noorwegen                    | 2 – 1                                   | Nations League 2022/23                  |                                         |                                         |
| 33                                      | 27 september 2022                       | Zweden – Slovenië                       | 1 – 1                                   | Nations League 2022/23                  |                                         |                                         |
| 34                                      | 17 november 2022                        | Roemenië – Slovenië                     | 1 – 2                                   | Vriendschappelijk                       |                                         |                                         |
| 35                                      | 20 november 2022                        | Slovenië – Montenegro                   | 1 – 0                                   | Vriendschappelijk                       |                                         |                                         |
| 36                                      | 23 maart 2023                           | Kazachstan – Slovenië                   | 1 – 2                                   | EK 2024 kwalificatie                    |                                         |                                         |
| 37                                      | 26 maart 2023                           | Slovenië – San Marino                   | 2 – 0                                   | EK 2024 kwalificatie                    |                                         |                                         |
| 38                                      | 16 juni 2023                            | Finland – Slovenië                      | 2 – 0                                   | EK 2024 kwalificatie                    |                                         |                                         |
| 39                                      | 19 juni 2023                            | Slovenië – Denemarken                   | 1 – 1                                   | EK 2024 kwalificatie                    |                                         |                                         |
| 40                                      | 7 september 2023                        | Slovenië – Noord-Ierland                | 4 – 2                                   | EK 2024 kwalificatie                    |                                         |                                         |
| 41                                      | 10 september 2023                       | San Marino – Slovenië                   | 0 – 4                                   | EK 2024 kwalificatie                    |                                         |                                         |
| 42                                      | 14 oktober 2023                         | Slovenië – Finland                      | 3 – 0                                   | EK 2024 kwalificatie                    |                                         |                                         |
| 43                                      | 17 oktober 2023                         | Noord-Ierland – Slovenië                | 0 – 1                                   | EK 2024 kwalificatie                    |                                         |                                         |
| 44                                      | 17 november 2023                        | Denemarken – Slovenië                   | 2 – 1                                   | EK 2024 kwalificatie                    |                                         |                                         |
| 45                                      | 20 november 2023                        | Slovenië – Kazachstan                   | 2 – 1                                   | EK 2024 kwalificatie                    |                                         |                                         |
| 46                                      | 21 maart 2024                           | Malta – Slovenië                        | 2 – 2                                   | Vriendschappelijk                       |                                         |                                         |
| 47                                      | 26 maart 2024                           | Slovenië – Portugal                     | 2 – 0                                   | Vriendschappelijk                       |                                         |                                         |
| 48                                      | 4 juni 2024                             | Slovenië – Armenië                      | 2 – 1                                   | Vriendschappelijk                       |                                         |                                         |
| 49                                      | 8 juni 2024                             | Slovenië – Bulgarije                    | 1 – 1                                   | Vriendschappelijk                       |                                         |                                         |
| 50                                      | 16 juni 2024                            | Slovenië – Denemarken                   | 1 – 1                                   | EK 2024                                 |                                         |                                         |
| 51                                      | 20 juni 2024                            | Slovenië – Servië                       | 1 – 1                                   | EK 2024                                 |                                         |                                         |
| 52                                      | 25 juni 2024                            | Engeland – Slovenië                     | 0 – 0                                   | EK 2024                                 |                                         |                                         |
| 53                                      | 1 juli 2024                             | Portugal – Slovenië                     | 0 – 0 (3 – 0 n.s.)                      | EK 2024                                 |                                         |                                         |
| 54                                      | 6 september 2024                        | Slovenië – Oostenrijk                   | 1 – 1                                   | Nations League 2024/25                  |                                         |                                         |
| 55                                      | 9 september 2024                        | Slovenië – Kazachstan                   | 3 – 0                                   | Nations League 2024/25                  |                                         |                                         |
| 56                                      | 10 oktober 2024                         | Noorwegen – Slovenië                    | 3 – 0                                   | Nations League 2024/25                  |                                         |                                         |
| 57                                      | 13 oktober 2024                         | Kazachstan – Slovenië                   | 0 – 1                                   | Nations League 2024/25                  |                                         |                                         |
| 58                                      | 14 november 2024                        | Slovenië – Noorwegen                    | 1 – 4                                   | Nations League 2024/25                  |                                         |                                         |
| 59                                      | 17 november 2024                        | Oostenrijk – Slovenië                   | 1 – 1                                   | Nations League 2024/25                  |                                         |                                         |
| 60                                      | 20 maart 2025                           | Slowakije – Slovenië                    | 0 – 0                                   | Nations League 2024/25                  |                                         |                                         |
| 61                                      | 23 maart 2025                           | Slovenië – Slowakije                    | 1 – 0                                   | Nations League 2024/25                  |                                         |                                         |
| 62                                      | 6 juni 2025                             | Luxemburg – Slovenië                    | 0 – 1                                   | Vriendschappelijk                       |                                         |                                         |
| 63                                      | 10 juni 2025                            | Slovenië – Bosnië en Herzegovina        | 2 – 1                                   | Vriendschappelijk                       |                                         |                                         |

Bijgewerkt op 24 juni 2025.